# Naja nigricollis
Naja nigricollis, també coneguda com a "Cobra escupidora de coll negre" o "Cobra escupidora zebra", és una espècie de serp del gènere Naja, de la família Elapidae, que es troba principalment a l'Àfrica subsahariana.
Són serps de mida moderada que poden créixer fins a una longitud d'1,2 a 2,2 metres de llargada. La seva coloració i marques poden variar considerablement. S'alimenten principalment de petits rosegadors. Posseeixen un verí mèdicament significatiu, tot i que la taxa de mortalitat per picades no tractades en humans és relativament baixa (~ 5-10%, a regions endèmiques inferiors a l'1%). Com altres cobres que escupen, poden expulsar verí dels seus ullals quan estan amenaçades (una gota pot arribar a més de 7 metres amb una precisió perfecta). El verí neurotòxic irrita la pell, provocant butllofes i inflamacions, i pot provocar ceguesa permanent si el verí entra en contacte amb els ulls i no es renta.

## Taxonomia
Naja nigricollis es classifica dins el gènere Naja de la família Elapidae. Va ser descrit per primera vegada pel zoòleg noruec Johan Reinhardt l'any 1843. El nom genèric Naja és una llatinització de la paraula sànscrita nāgá ( नाग), que significa "cobra". L'epítet específic nigricollis és llatí per a "coll negre": niger, que significa "negre", i collis, que significa "coll".
Naja nigricollis incloïa anteriorment dues subespècies: Naja nigricollis nigricincta i Naja nigricollis woodi. Però els estudis genètics el 2007 de Wolfgang Wüster i altres han conclòs que aquestes subespècies haurien de ser tractades sota una espècie separada, Naja nigricincta.